# Pocitos (Montevideo)

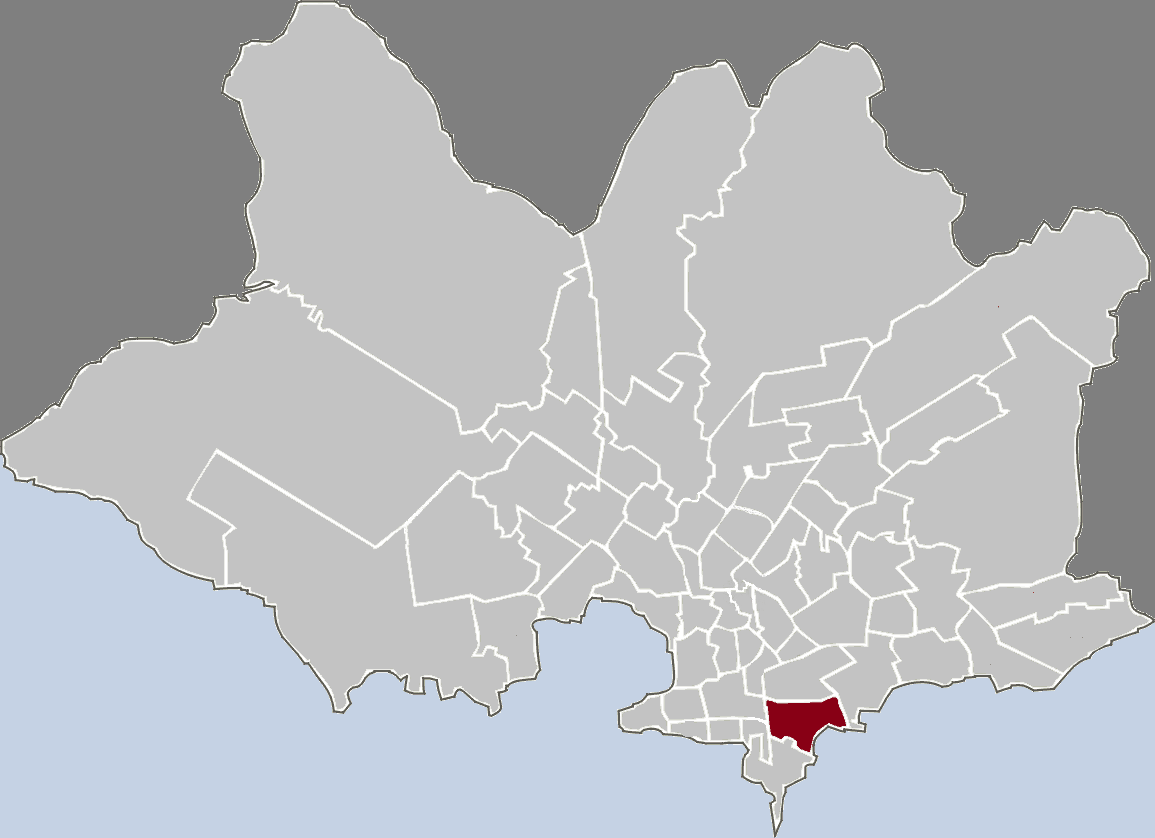
Lage von Pocitos in Montevideo

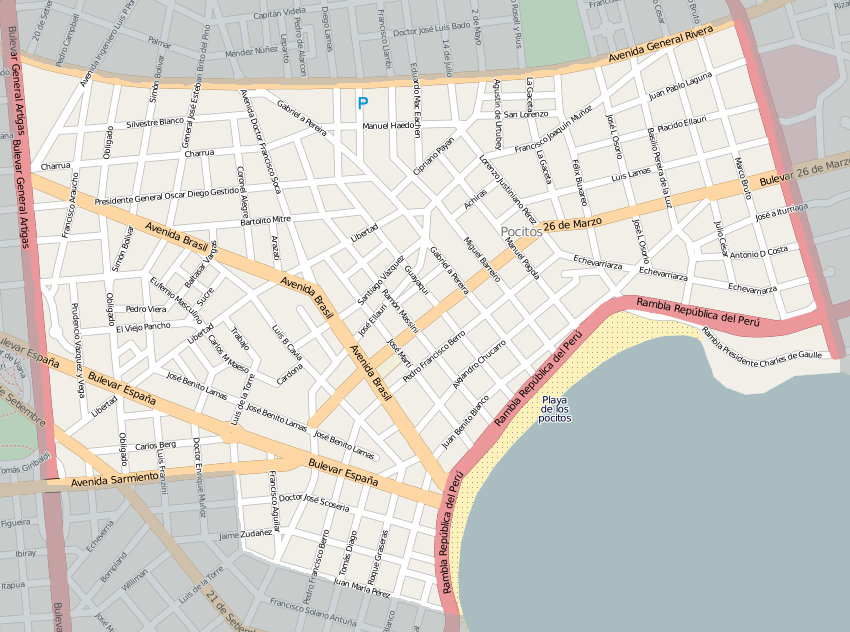
Plan Pocitos

Pocitos ist ein Stadtviertel (barrio) der uruguayischen Hauptstadt Montevideo.

## Lage und Geographie
Pocitos befindet sich im südlichen Teil des Departamentos Montevideo. Dort grenzt es im Süden an den dort gelegenen Stadtteil Punta Carretas. Im Südosten trifft es auf die Küste des Río de la Plata, wo Pocitos mit dem Playa de los Pocitos über einen weitläufigen Strandabschnitt verfügt. Westlich liegen die Barrios Parque Rodó und Cordón. Hier bildet der Bulevar Artigas die Trennlinie zu den benachbarten Barrios. Im Norden schließt hinter der Avenida Gral. Rivera Parque Batlle-Villa Dolores an, während im Osten ab der Avenida Dr. Luis Alberto de Herrera Buceo das Stadtgebiet fortführt. Das Gebiet von Pocitos ist dem Municipio CH zugeordnet.
Im Ostteil des Viertels etwa dort, wo die Straße 26 de Marzo die Lorenzo J. Perez und La Gaceta kreuzt, existiert ein zum Río de la Plata fließender kleiner namenloser Bach, der in der Frühphase der damals noch ummauerten Stadt Montevideo, deren Stadtgebiet sich im 18. Jahrhundert noch im Wesentlichen auf das mit Stadtmauern umgebene Gebiet der heutigen Altstadt beschränkte, etwa zum Wäschewaschen diente. Zu jener Zeit war dieser Bach als de los Pocitos bekannt.

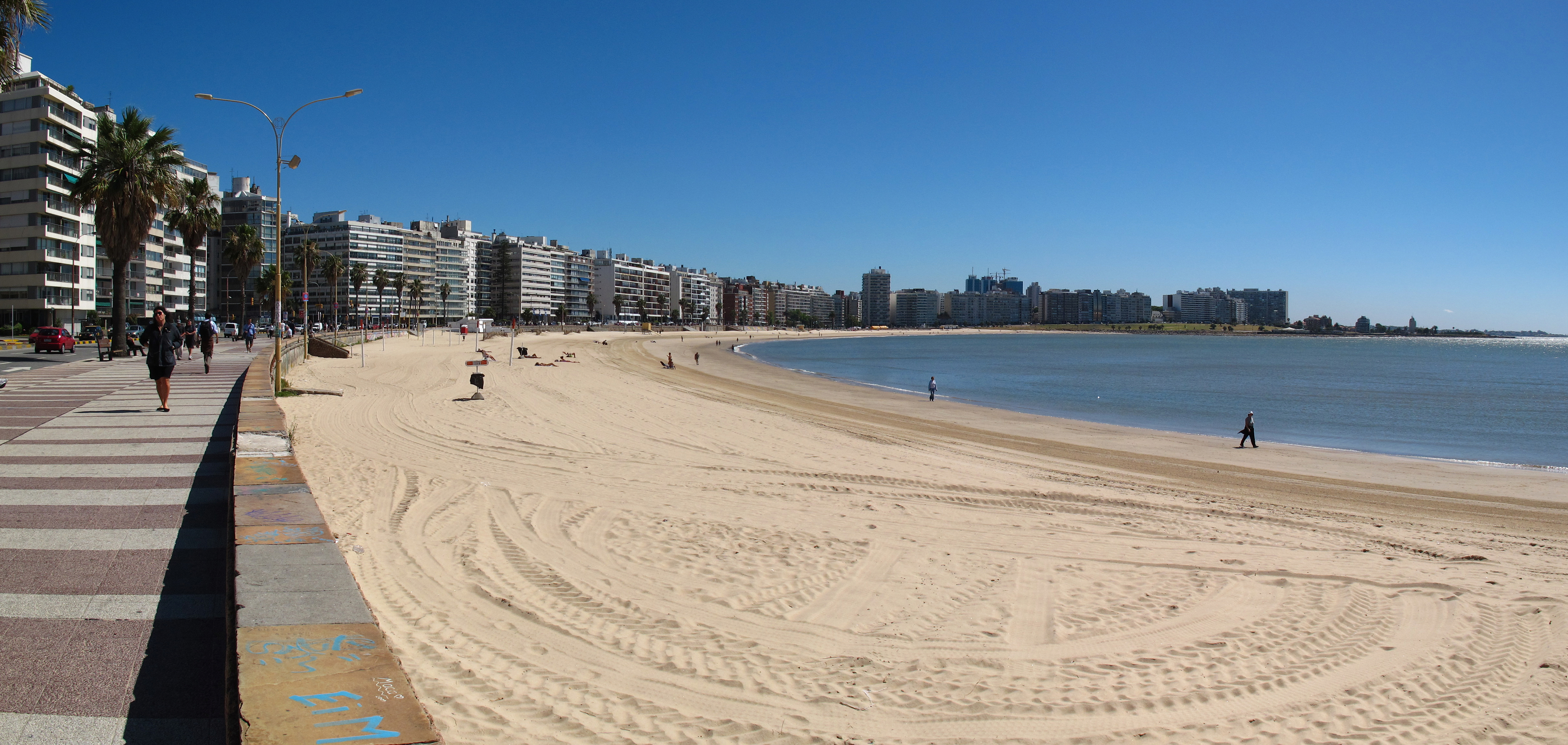
Playa de los Pocitos

## Einwohner
Derzeit sind hier 69.636 Einwohner zu verzeichnen, wobei der Frauenanteil mit 39.809 weiblichen im Gegensatz zu 29.827 männlichen Bewohnern deutlich überwiegt (Stand: 2005).

## Geschichte
Die Umgebung des Barrios Pocitos entwickelte sich ursprünglich zu einem Badeort für die Mittel- und Oberschicht sowohl der Anwohner der uruguayischen als auch der argentinischen Küstenregion des Río de la Plata. Mittels eines aus dem Jahre 1881 stammenden Erlasses erfolgte im Zuge der Stadtentwicklung die Einbeziehung Pocitos' in die sogenannte Ciudad Novísima. Am 5. Mai 1886 entstand sodann offiziell die Ortschaft „Nuestra Señora de los Pocitos“. Im „Plano General del Pueblo de los Pocitos“ wurden sodann 1888 die zwischen dem Arroyo Pocitos Grande und Arroyo Pocitos Chico gelegenen Barrios Fortuna, Víctor Manuel, Caprera und Artigas mit einbezogen. Große Teile des Viertels wurden zu jener Zeit vom Unternehmer Francisco Piria, der später mit dem sogenannten Palacio Piria Chico am Rande von Pocitos auch ein Haus für seine Tochter errichtete, entwickelt. Auf den parzellierten Flächen wurden sodann Sommerhäuser gehobenen Anspruchs in teils extrovertierter Architektur oder freistehend und von Gärten umgeben erbaut. Als Haupttransportmittel diente in Pocitos zu jener Zeit die Straßenbahn. In der Folgezeit wandelte sich das Viertel jedoch zusehends zu einem Wohnviertel dauerhaften Charakters. Insbesondere ab den 1920er Jahren wandelte sich auch das äußere Erscheinungsbild, als erste Veränderungen am Kataster Pocitos vorgenommen wurden. Maßgeblich daran beteiligt waren die beiden Architekten Bello und Reboratti mit ihrem 1921 gegründeten Bauunternehmen Bello y Reborati. In den 1930er Jahren entstanden die ersten Hochhäuser. Begünstigt durch das 1946 erlassene Ley de Propiedad Horizontal beschleunigte sich dieser Prozess in der Folgezeit und die Umgestaltung des ursprünglichen Charakters Pocitos dauert bis heute an.

## Beschreibung und Infrastruktur
Das Viertel beherbergt eine Vielzahl diplomatischer Auslandsvertretungen. So sind hier im Casa Towers die italienische und im Casa Darnaud die russische Botschaft angesiedelt. Auch die schweizerische, spanische und die ägyptische Auslandsvertretung haben in Pocitos ihren Sitz.

### Sehenswürdigkeiten und bedeutende Bauwerke
Ferner befinden sich in Pocitos etwa die Plätze Plaza Tomás Gomensoro, Plaza D. Muñoz, Plaza Rubén Dario und Plaza Winston Churchill. Nennenswerte Bauwerke sind die Iglesia San Juan Bautista (seit 1993 „Bien de Interés Municipal“) der am 11. September 1914 gegründeten Pfarrei San Juan Bautista oder auch die beiden jeweils seit 1986 als Monumento Histórico Nacional denkmalgeschützten Casa Felipe Yriart. Los Claveles und Casa Williman. Ebenso findet sich hier am Plaza Varela das dem gleichnamigen Reformer gewidmete Denkmal für José Pedro Varela. Auch verfügt der Stadtteil über zahlreiche Bauwerke, die zum städtischen Kulturgut („Bien de Interés Municipal“) erklärt wurden. Dies sind, neben den bereits erwähnten Casa Towers (1993) und Casa Darnaud (1993), etwa mit dem Jahr der Ernennung in Klammern das Casa Leborgne (1993), das Casa Perotti (1993), das Edificio El Mástil (1993), das Rambla Hotel (1993), das Casa Defey (1995), das Edificio El Malecón (2005), das Edificio El Pilar (2005), das Edificio Gilpe (2005), das Edificio Guayaquí. La Goleta (2005), das Edificio Mónaco (2005), das Edificio Pocitos (2005) oder das Edificio Positano (2005). Weitere bedeutende Bauwerke sind das Appartementhaus am Bulevar Artigas 1046 Ecke Gral. Arq. Alfredo Baldomir und das Casa Piria de Bertón, der sogenannte Palacio Piria Chico.

### Bildung

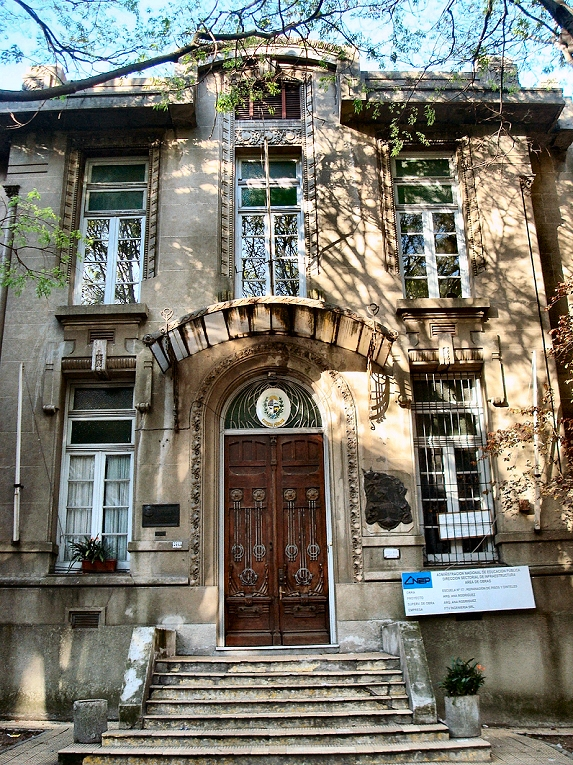
Escuela Brasil

Pocitos beherbergt zudem die 1857 gegründete Deutsche Schule Montevideo (Colegio y Liceo Alemán) in der Avenida Dr.Fco.Soca 1356 sowie im selben Viertel an anderer Stelle den angeschlossenen Kindergarten. Auch die 1963 entstandene englischsprachige Privatschule St. Andrew’s School, die sich in der Luis B.Cavia 2791 befindet und in der etwa 370 Schüler unterrichtet werden, hat hier ihren Platz gefunden. Weitere Schulen in Pocitos sind die Escuela Brasil (Gebäude 2002 zum Monumento Histórico Nacional erklärt), die Escuela Simon Bolivar, die Saint George’s – Lester House Secondary School, die Escuela Nº 18 Noruega, das Colegio y Liceo Monte VI und das Colegio y Liceo San Juan Bautista.

## Weitere bedeutende Institutionen Pocitos
- Club Nuevo Banco Comercial, Ecke Rambla República del Peru/Avenida Luis A. de Herrera
- Instituto ILVEM
- Universidad de Montevideo Ingenieria[14]
- Club Atlético Bohemios[15]
- London Institute[16] in der Avenida Brasil 2381
- Kibón

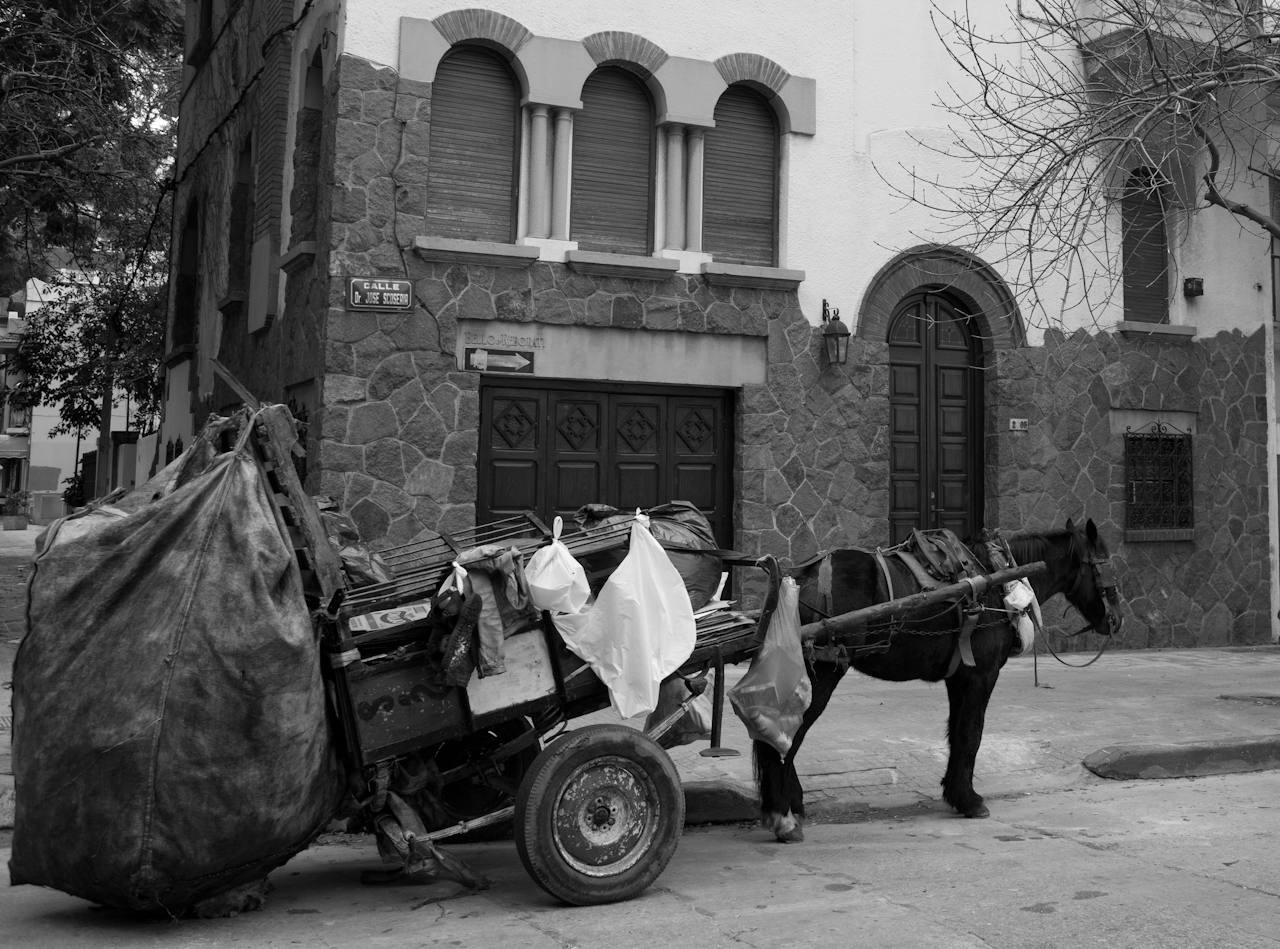
Straße (Calle Dr. José Scosería) in Pocitos
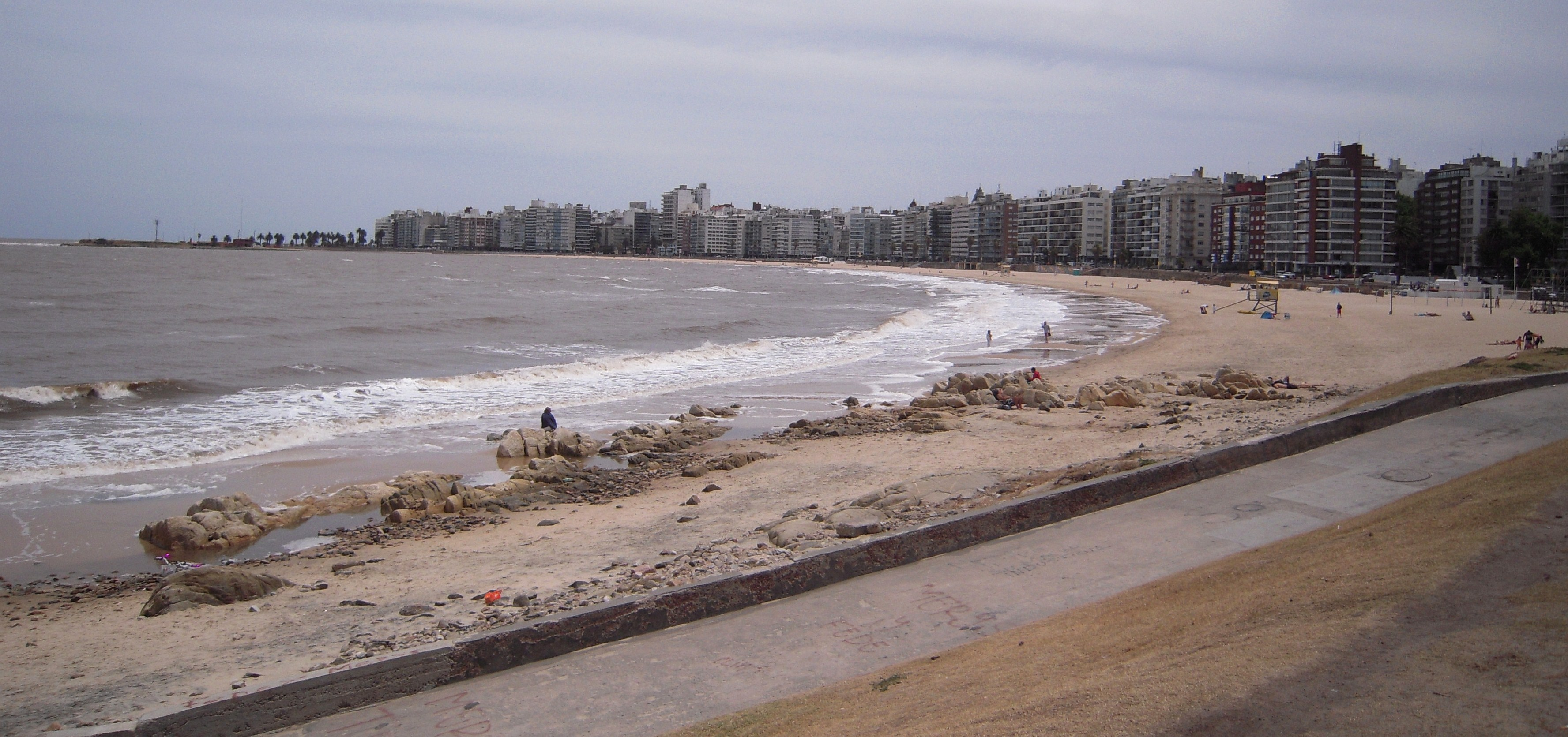
Playa de los Pocitos

## Söhne und Töchter des Barrios
- José García (1926–2011), Fußballspieler